# Czarni Kutno
Międzyzakładowy Kolejowy Klub Sportowy Czarni Kutno – klub sportowy z siedzibą w Kutnie. Powstał w 1927 roku jako Kolejowy Klub Sportowy Parowóz. Od 1932 roku z powodów finansowych przekształcony w KPW Kutno (Kolejowe Przysposobienie Wojskowe). Po wojnie występował pod nazwą KS ZZK Ruch, a następnie KS Kolejarz, aby w 1957 roku przyjąć nazwę Czarni. W 2004 roku decyzją zarządu przyłączony do Miejskiego Klubu Sportowego Kutno. W sezonie 2004/2005 występujący pod nazwą MKS Kutno-Czarni. Posiadał sekcje m.in. piłki nożnej, lekkoatletyki, koszykówki, siatkówki, boksu, tenisa stołowego, brydża sportowego, piłki ręcznej, szachów oraz sekcję strzelecko-marszową i motorową.

## Historia (sekcja piłki nożnej)
Polski system rozgrywek ligowych ulegał wielokrotnie zmianom, więc dla przejrzystości obok ówczesnej nazwy ligi w nawiasach "[]" oznaczono poziom ligowy rozgrywek według System ligowy piłki nożnej w Polsce.
- 2004 - 2005 - Klasa okręgowa (gr. Łódź) - 11. miejsce (jako MKS Kutno-Czarni) [5 poziom ligowy]
- 2003 - 2004 - Klasa A (gr. Łódź II) - 3. miejsce [6 poziom ligowy]
- 2002 - 2003 - Klasa A (gr. Łódź II) - 2. miejsce (przegrane baraże o awans) [6 poziom ligowy][3]
- 1965 - 1966 - Liga okręgowa - 12. miejsce [3 poziom ligowy]
- 1964 - 1965 - Liga okręgowa - 5. miejsce [3 poziom ligowy]
- 1963 - 1964 - Liga okręgowa - 11. miejsce [3 poziom ligowy]
- 1962 - 1963 - Liga okręgowa - 10. miejsce [3 poziom ligowy]
- 1961 - 1962 - Liga okręgowa - 10. miejsce [3 poziom ligowy]
- 1960 - 1961 - Liga okręgowa - 8. miejsce [3 poziom ligowy][4]
- 1960 - Klasa A [4 poziom ligowy]
- 1959 - Klasa A [4 poziom ligowy]
- 1958 - Liga okręgowa - 12. miejsce [3 poziom ligowy]
- 1957 - Klasa A (gr. II) - 1. miejsce [4 poziom ligowy]
- 1956 - Klasa A - 2. miejsce [4 poziom ligowy]
- 1955 - Klasa A - 2. miejsce [4 poziom ligowy]
- 1954 - Klasa A - 4. miejsce [4 poziom ligowy]
- 1953 - Klasa A - 3. miejsce [4 poziom ligowy]
- 1933 - Klasa A [2 poziom ligowy]
- 1930 - Klasa B [3 poziom ligowy]
- 1929 - Klasa C [4 poziom ligowy]
- 1927 - rok powstania zespołu KKS Parowóz Kutno

## Obiekty sportowe
Siedziba klubu znajdowała się przy ul. 3 Maja 1 w Kutnie (dawniej ul. Dzierżyńskiego). W 1934 roku rozpoczęto budowę stadionu klubowego przy ul. Siemiradzkiego 7. Obiekt posiadający m.in. krytą trybunę otwarto w roku 1938. Pod koniec lat 50. w skład zaplecza sportowego drużyny weszła hala sportowa zaadaptowana z magazynu kolejowego przy ul. 3 Maja (obecnie kaplica KRK). Po wchłonięciu Czarnych przez MKS z boiska przy ul. Siemiradzkiego korzystał m.in. klub rugby KS Tytan Kutno. W 2012 roku na obiekcie spłonęła płyta boiska, po czym na życzenie MOSiRu obiekt rozebrano.